# Place Rouaix
La place Rouaix (en occitan : plaça Roaix) est une voie de Toulouse, chef-lieu de la région Occitanie, dans le Midi de la France. Point culminant de la cité gallo-romaine de Tolosa (146 m), c'est à cet endroit qu'aboutissaient les eaux de l'aqueduc de Lardenne. Elle est incluse dans le site patrimonial remarquable de Toulouse.

## Description

### Situation
La place Rouaix est une voie publique. Elle se situe dans le quartier des Carmes, à la limite du quartier Saint-Étienne, tous deux dans le secteur 1 - Centre.
Elle forme un triangle allongé de 150 mètres de long entre la base de 20 mètres de large, au nord, jusqu'à la pointe, au sud. Au nord-ouest, la place reçoit la rue de la Trinité et donne naissance au nord à la rue des Tourneurs, tandis qu'elle donne naissance à l'est à la rue d'Alsace-Lorraine et à la rue Croix-Baragnon. Elle est bordée sur tout le côté est par la rue du Languedoc, qui reçoit la rue Bouquières à hauteur de la place. Elle culmine à 146,5 mètres d'altitude au niveau de la fontaine, ce qui constitue le point le plus haut de l'ancienne cité romaine et donc du centre-ville de Toulouse.
La chaussée, à l'est, compte deux voies de circulation automobile en sens unique, de la rue du Languedoc vers la rue d'Alsace-Lorraine, dont une réservée aux transports en commun et aux cyclistes. Elle appartient à une zone 30 et la vitesse y est limitée à 30 km/h. À l'ouest, il n'existe qu'une seule voie de circulation, également en sens unique, de la rue des Tourneurs vers la place des Carmes, et appartenant à une zone de rencontre, où la vitesse est limitée à 20 km/h.

### Voies rencontrées
La place Rouaix rencontre les voies suivantes, dans l'ordre des numéros croissants :
1. Rue du Languedoc
2. Rue de la Trinité
3. Rue des Tourneurs
4. Rue d'Alsace-Lorraine
5. Rue Croix-Baragnon
6. Rue Bouquières

### Transports
La place Rouaix est parcourue et desservie par la navette Ville. Elle se trouve par ailleurs à proximité immédiate de la place Étienne-Esquirol, où débouche la station Esquirol, sur la ligne de métro , et où marque l'arrêt la ligne de bus 44, ainsi que de la station Carmes, sur la ligne de métro .
Elle abrite de plus une station de vélos en libre-service VélôToulouse : la station no 25 (1 rue des Tourneurs).

## Odonymie

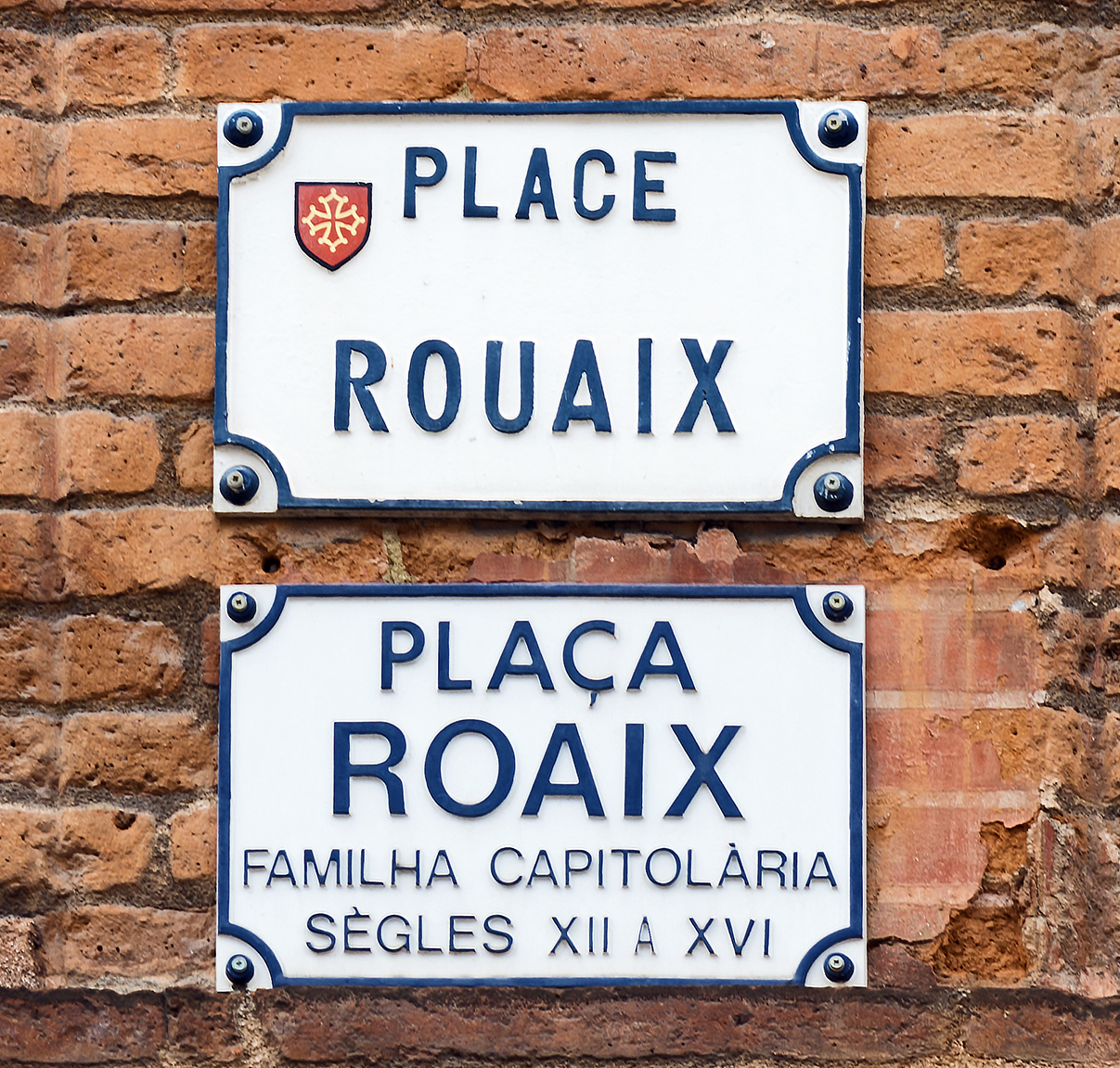
Plaques de rue en français et en occitan.

Le nom de la place Rouaix est extrêmement ancien, puisqu'il est attesté dès la fin du XIIe siècle (planum Roaicensium en latin médiéval, 1180). Pour Jules Chalande, il lui vient des Roaix, une importante famille toulousaine qui accéda 56 fois le capitoulat entre 1156 et 1536. Pour Pierre Salies, ce serait plutôt la famille des Roaix qui tiendrait son nom du lieu, qui se rattacherait à la présence d'une fontaine (ros, « eau qui tombe en gouttes » en latin), liée à l'aqueduc de Lardenne. Une variante apparait à la fin du Moyen Âge et la désigne comme la place de l'Orme-de-Rouaix, parce qu'il y avait un orme. En 1794, pendant la Révolution française, la place est renommée, de façon éphémère, place Marat,, en l'honneur de Jean-Paul Marat (1743-1793), médecin, journaliste et homme politique de la Révolution, député montagnard à la Convention, assassiné par Charlotte Corday.

## Histoire

### Antiquité
Durant l'Antiquité, la place Rouaix occupe une position importante dans la ville romaine de Tolosa : à proximité du forum, au croisement du cardo maximus et du decumanus maximus (au nord de l'actuelle place de la Trinité), elle est le point culminant de la ville. Au Ier siècle, un important aqueduc est bâti : cet aqueduc de Lardenne capte les sources qui jaillissent à 6 km au sud-ouest de la cité romaine, au pied de la terrasse de Lardenne (emplacement de l'actuel parc de Monlong, chemin de Lestang), sur la rive gauche de la Garonne. L'aqueduc, qui franchit la Garonne un peu plus au sud que le Pont neuf actuel, passe par la descente de la Halle-aux-Poissons, la rue des Marchands, la rue de la Trinité, et débouche sur la place Rouaix. Il a un débit d'environ 19 000 m³ par jour.

### Moyen Âge et période moderne
Au Moyen Âge, la place Rouaix appartient au capitoulat de Saint-Barthélémy. Elle est encore un des lieux stratégiques de la ville. Une importante fontaine est encore en activité : en 1180, les capitouls exigent que ses eaux soient dirigées, à l'est, vers les fossés du rempart Saint-Étienne, à l'ouest, par les Carmes, vers la Garonne et, au nord, par les rues des Puits-Clos et Saint-Rome, vers les fossés de la Porterie. C'est sur cette place que se tient, à partir du XVIIe siècle, un marché aux Herbes.
Son nom lui vient de la famille Roaix, qui y possèdent une maison dès le XIIe siècle. Importante famille toulousaine, elle donne plusieurs capitouls à la ville entre 1158 et 1536. En 1215, le comte de Toulouse Raimond VI réside dans la maison des Roaix. Certains membres de la famille sont connus comme hérétiques cathares : Étienne de Roaix en 1246, Alaman de Roaix en 1248 et Jean de Roaix au milieu du XIVe siècle sont condamnés par la justice de l'Inquisition. En 1550, on connait encore un Danyen de Roaix, doyen de Saint-Félix, qui habite sur la place (actuel no 1).

### Époque contemporaine
Pendant la Révolution française, la place Rouaix ne connaît que peu de transformations. Le marché aux Herbes est provisoirement transféré sur la place de la Liberté (actuelle place du Capitole), avant d'être définitivement déplacé en 1813, par décret, sur la place des Carmes dont le déblaiement est achevé, à la suite de la démolition du couvent des Grands-Carmes.
C'est au cours du XIXe siècle que la place Rouaix connaît des transformations profondes. Dans un vaste plan de réaménagement urbain, les municipalités toulousaines souhaitent élargir les principales rues et les places de la ville. Sur la place Rouaix, les immeubles du côté ouest sont en grande partie reconstruits à l'alignement : de nouveaux immeubles aux façades néo-classiques sont élevés dans la première moitié du siècle (actuels no 1, 2 et 5). En 1827, une fontaine est commandée par les habitants du quartier à l'architecte Jean-Antoine Raynaud, qui avait été évincé pour le projet de fontaine de la place de la Trinité. Elle est inaugurée le 19 janvier 1828.
Les travaux se poursuivent, dans la deuxième moitié du XIXe siècle, dans le cadre du percement des deux voies « Transversale » et « Longitudinale ». En 1873, les travaux de percement de la rue d'Alsace-Lorraine, entre la place Rouaix et le boulevard de Strasbourg, ouvrent le côté nord de la place. C'est à ce moment qu'est élevé un nouvel immeuble au nord de la place et qu'un nouveau portail est construit pour l'hôtel consulaire (actuels no 1 et 2 rue d'Alsace-Lorraine). Entre 1900 et 1904, le prolongement de la rue d'Alsace-Lorraine vers le sud, jusqu'à la place du Salin – c'est-à-dire le percement de la rue du Languedoc – bouleverse profondément la place : tous les immeubles du côté est sont démolis et reconstruits dans le style haussmannien alors en vogue (actuels no 46 et 48 rue du Languedoc),. La place est un lieu important de l'activité commerciale : vers 1900, on y trouve une des entrées du bazar Yarz (actuel no 4), ainsi que la maison d'orfèvrerie Félix Frères (actuel no 6).

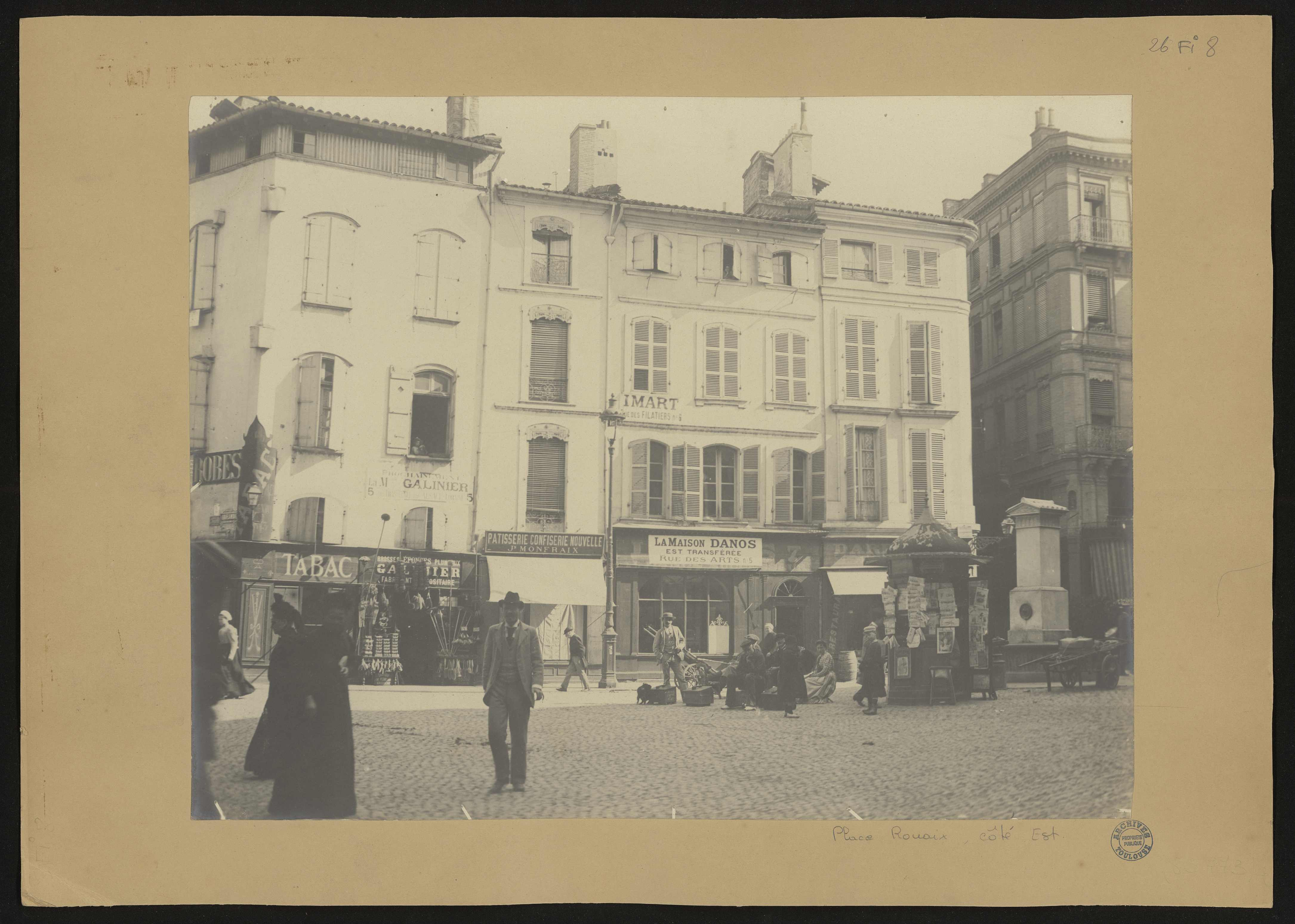
Le côté est de la place en septembre 1899 (Eugène Trutat, archives municipales).
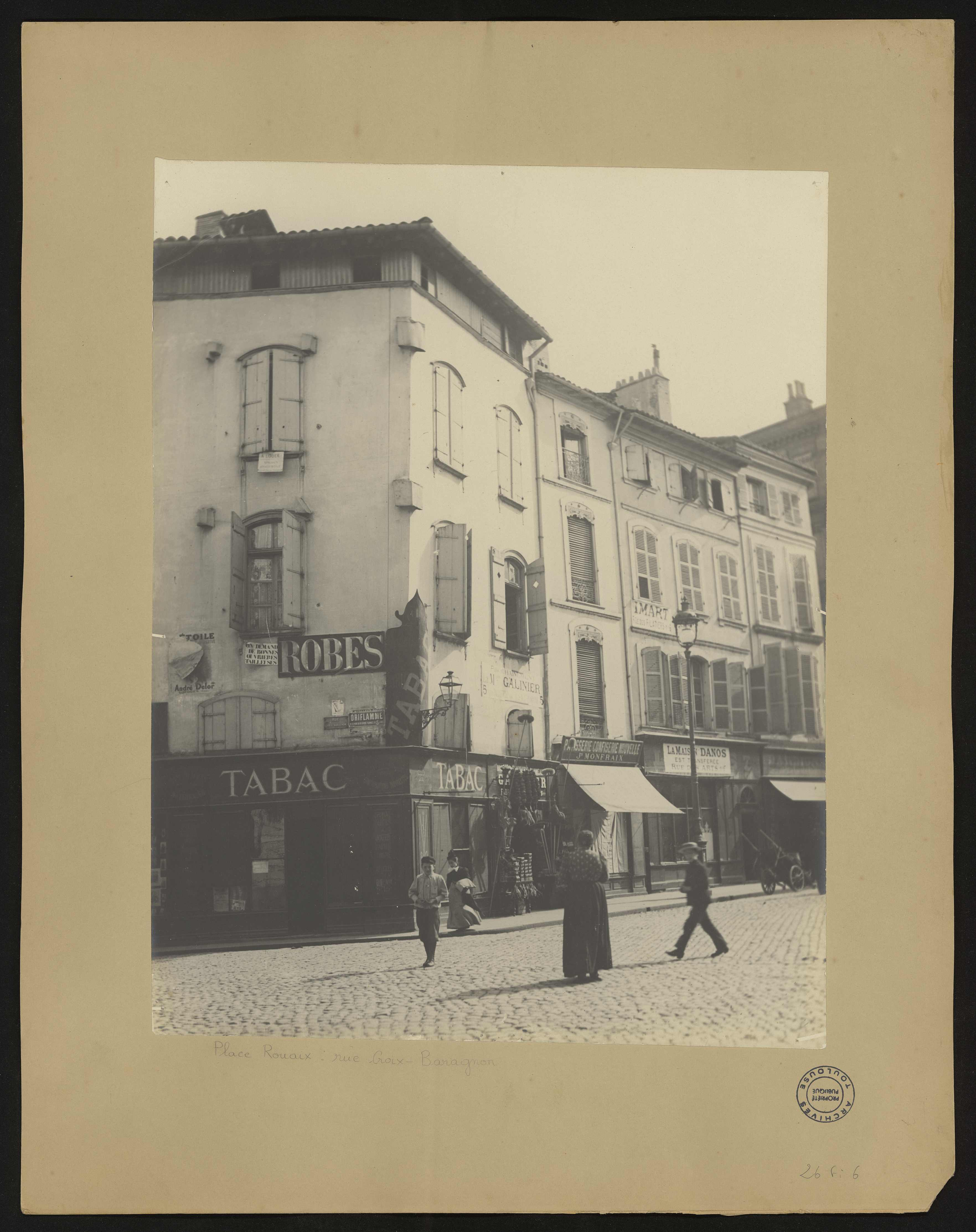
La place du côté de la rue Croix-Baragnon en septembre 1899 (Eugène Trutat, archives municipales).
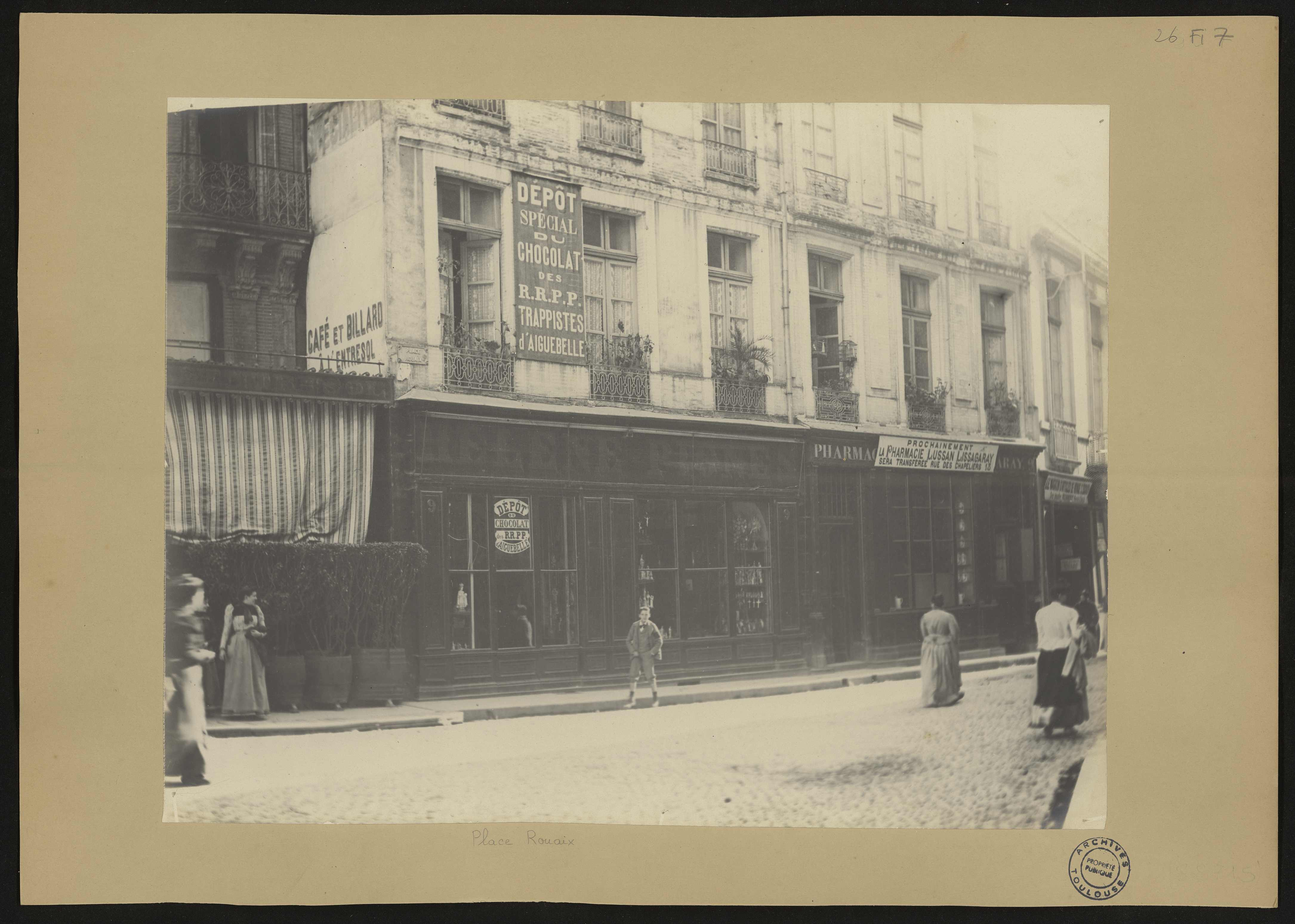
La pharmacie Lussan-Lissagaray en septembre 1899 (Eugène Trutat, archives municipales).

Au XXe siècle, la place Rouaix reste un lieu commerçant : la droguerie Marty Roubichou (actuel no 41 rue du Languedoc, à proximité immédiate de la place Rouaix), est un des commerces les plus anciens de la ville. La place est aussi un carrefour important pour les bus de la Semvat, entre les bus qui suivent le tracé nord-sud des rues d'Alsace-Lorraine et du Languedoc, et ceux qui viennent de la place Étienne-Esquirol. L'ouverture, en 2007, de la station de métro Carmes, proche de la place Rouaix, la trop grande proximité de la place Étienne-Esquirol, où passent de nombreuses lignes de bus, et le réaménagement de ces mêmes lignes de bus entraînent la disparition de l'arrêt de bus. La place a été réaménagée entre 2007 et 2008, et en partie rendue piétonnière. Elle reste un lieu de passage animé et très fréquenté, bordée de nombreux commerces.

## Patrimoine et lieux d'intérêt

### Fontaine Rouaix

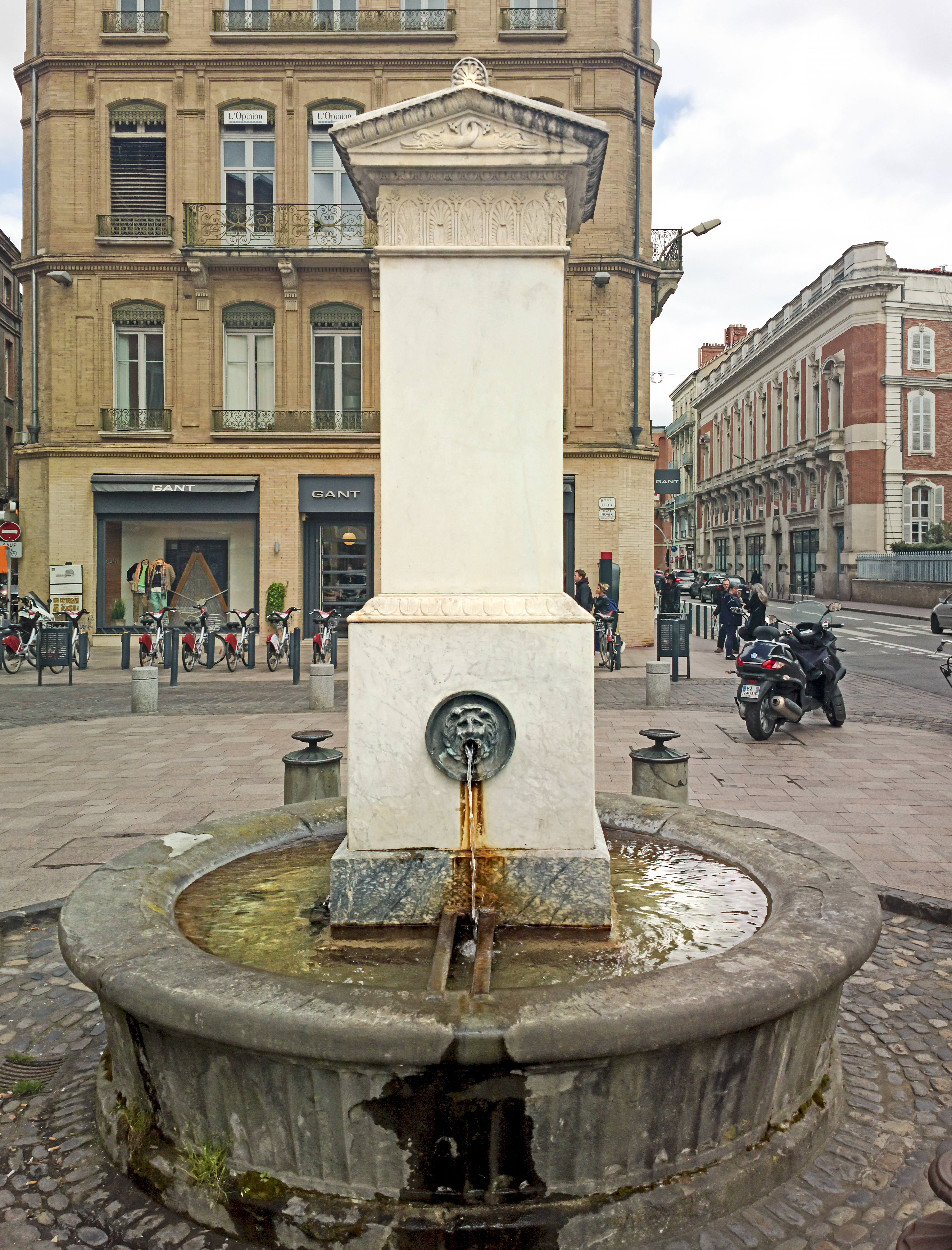
La fontaine Rouaix, par Jean-Antoine Raynaud (1828).

En 1828, l'architecte Jean-Antoine Raynaud vient d'achever le château d'eau, qui doit alimenter toute la ville en eau potable grâce à plusieurs bornes-fontaines. Mais les habitants veulent une véritable fontaine, comme celle qui est prévue pour la place de la Trinité, et obtiennent du conseil municipal l'argent nécessaire à sa construction. Elle se compose d'un bassin circulaire de pierre décoré de cannelures. Au centre s'élève un édicule revêtu de plaques de marbre blanc, surmonté d'un toit, avec des frontons ornés de deux dauphins et couronnés par deux acrotères. Deux têtes de lion en bronze projettent l'eau dans le bassin,.

### Immeubles
- no  1 : immeuble. 
L'édifice est composé de deux bâtiments, réunis à la fin du XIXe siècle (anciens no 21 et 23 rue des Chapeliers). L'immeuble de droite, construit dans la deuxième moitié du XVIIIe siècle, présente sur la place une façade néo-classique. Le rez-de-chaussée est percé d'une arcade de boutique et d'une porte piétonne rectangulaire. Aux trois premiers étages, les fenêtres ont un encadrement mouluré. Celles du 1er étage ont un garde-corps en fer forgé à motifs géométriques. En 1897, l'immeuble est surélevé pour le compte de M. Amiel par l'architecte Henri Camalet. Les fenêtres ont des impostes en fonte et, du 2e au dernier étage, de garde-corps en fonte également[18].

- no  4 : immeuble (première moitié du XVIIIe siècle)[19].

## Personnalité

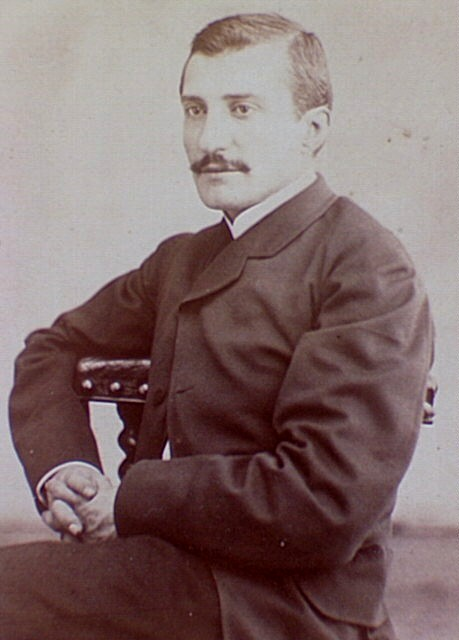
Portrait anonyme de Prosper-Olivier Lissagaray (vers 1875).

- Prosper-Olivier Lissagaray (1838-1901) : fils du pharmacien Laurent Prosper Lissagaray, il naît au domicile de ses parents, à l'ancien no 9 de la place Rouaix (emplacement de l'actuel no 48 rue du Languedoc). Journaliste républicain socialiste, commissaire de guerre à Toulouse pendant la guerre en 1870, il est l'auteur d'une Histoire de la Commune de 1871. Lors de son exil à Londres, il vécut une idylle avec Eleanor Marx, fille cadette de Karl Marx[20].